# 実近順治
実近 順次（さねちか じゅんじ、1972年9月3日 - ）は、日本の俳優、声優。フリーランス。血液型はB型。香川県出身。
日本大学演劇学科演技コース卒。

## 出演作品

### 映画
- 「緑の街」 - 小田和正監督 1998年
- 「妖怪大戦争」 - 三池崇史監督
- 「あかね空」 - 浜本正機監督 2007年
- 「ナイアガラ」 - 早川千絵監督 PFFアワード2014 グランプリ

### テレビアニメ
- ビーストウォーズII 超生命体トランスフォーマー（1998年 - 1999年、スラスト / スラストール）
- メダロット魂（満寿泉）
- 遊戯王デュエルモンスターズ（店主）

### 劇場版アニメ
- ビーストウォーズ II ライオコンボイ、危機一髪!（スラトストール）

### 舞台
KAKUTA
- 「北極星から十七つ先」（初演）
- 「ムーンライトコースター」（初演・再演）
- 「女の夜」
- 「グラデーションの夜」
- 「ショッキングに煮えたぎれ美しく」「アイロニーの夜」
- 「アンコールの夜」

西瓜糖
- 「いんげん」

鵺的
- 「暗黒地帯」
- 「不滅」
- 「カップルズ」

勝田演劇事務所プロデゥース
- 「かもめ」